# Bastille (Weimar)

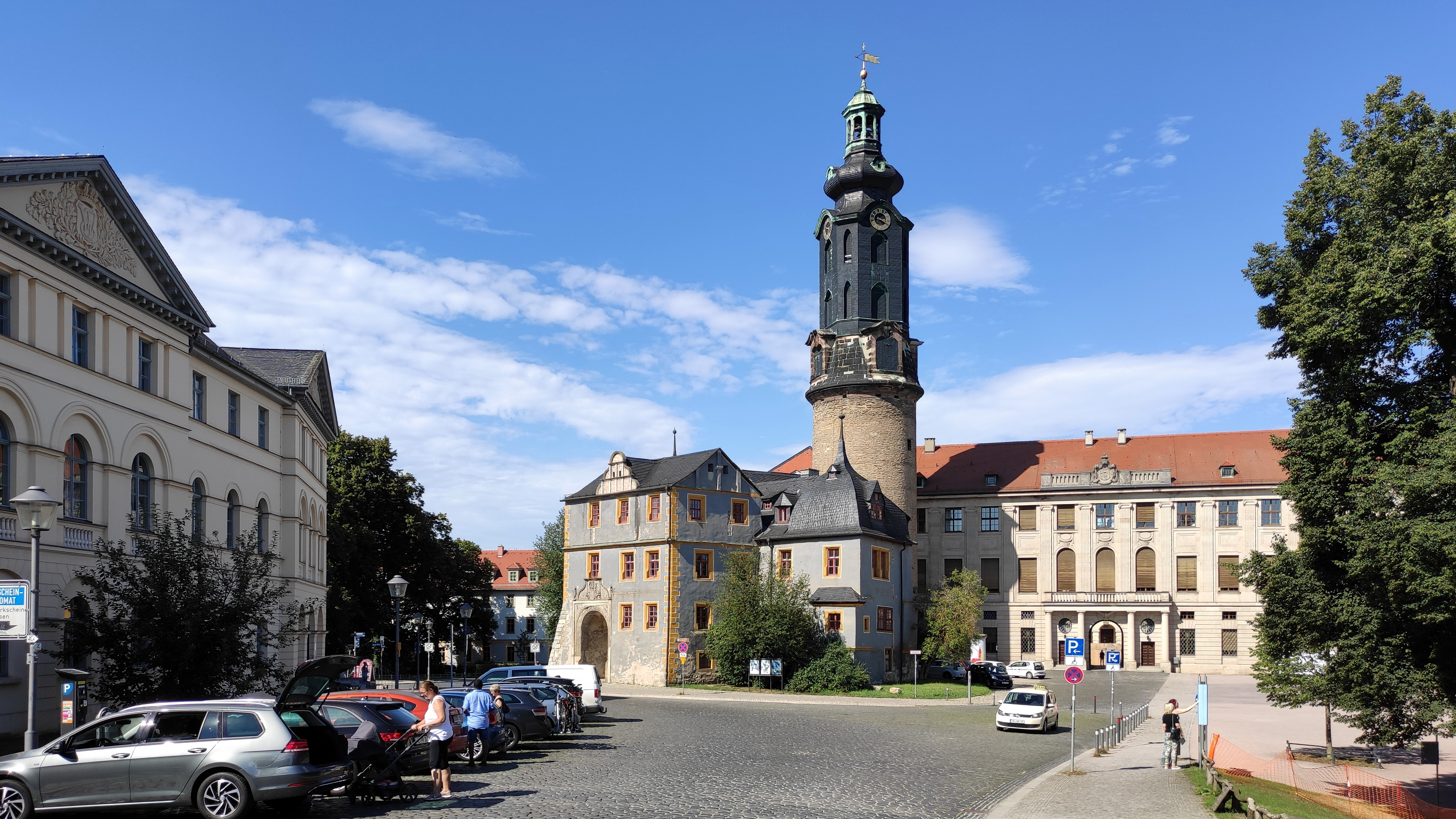
Weimarer Stadtschloss mit Ansicht des Torhauses und des Hausmannsturmes

Die sog. Bastille ist eigentlich ein Spottname auf den übriggebliebenen Rest der mittelalterlichen Burg Hornstein von 1439, dem Weimarer Stadtschloss vorgelagert ist.

## Geschichte
Die vormalige Burg brannte 1424 vollständig ab. Der Neubau als Residenzsitz war unumgänglich. Der Neubau wurde unter Friedrich IV. (Meißen und Thüringen) genannt Der Einfältige begonnen. Die neu errichtete Burg besaß auch eine 1470 errichtete Martinskapelle, die sich allerdings auch nicht erhalten hat. Die gab es vermutlich seit dem 8. Jahrhundert wurde dann nach dem Brand 1618 und dem Wiederaufbau als Schloss Wilhelmsburg zur Schlosskirche St. Martin, die allerdings bereits eine jahrhundertelange Vorgeschichte hatte.
Der überkommene Rest besteht aus dem Torhaus, und dem Hausmannsturm und dem Gerichtsgebäudeteil zwischen Torhaus und Hausmannsturm, die den Schlossbrand der Wilhelmsburg überstanden hatten. Auch ihre etwas abgelegene Lage hatte sie alle Brände des Mittelalters und der Frühen Neuzeit insbesondere dem von 1774 unbeschadet überstehen lassen. Beim Bau der Wilhelmsburg blieb dieser Bereich unangetastet, obwohl die Architekten dieses angeregt hatten. Um 1750 kam das Hofdamenhaus dazu. Das der einstigen Burg eine elliptische Grundform. Die das Hofdamenhaus bewohnenden Hofdamen nannten dieses Relikt spöttisch Bastille in Anlehnung an die Bastille in Paris. In gewisser Weise hatten sie damit sogar Recht, denn das Torhaus war auch Gerichtssitz mit Landrichterstube und Arrestzellen, deren berühmtester Insasse 1717 der Hoforganist Johann Sebastian Bach gewesen war und zugleich ehemalige Befestigungsanlage. Unrecht hatten sie allerdings damit, mit dem Begriff ausschließlich den Hausmannsturm zu assoziieren. Die Benennung als Bastille kam bereits im 18. Jahrhundert auf.
Während für das Weimarer Stadtschloss die Klassikstiftung Weimar zuständig ist, hat für den Bereich der sog. Bastille die Stiftung Thüringer Schlösser und Gärten die Verantwortung.
Das Weimarer Stadtschloss einschließlich der sog. Bastille ist verzeichnet auf der Liste der Kulturdenkmale in Weimar und zugleich UNESCO-Weltkulturerbe.

## Varia
Hinsichtlich der Amtsstuben in der sog. Bastille sind diese auch in Kriminalgeschichten, deren Fälle das frühe 19. Jahrhundert betreffen, eingearbeitet. So fand ein Hofarchivar Lempel umfassende Erwähnung. Dieser dürfte allerdings eine fiktive Gestalt sein, da sich für seine reale Existenz keine Belege finden.